# Pardosa oreophila
Pardosa oreophila är en spindelart som beskrevs av Simon 1937. Pardosa oreophila ingår i släktet Pardosa och familjen vargspindlar. Inga underarter finns listade i Catalogue of Life.